# ناحیه الزبوجه
ناحیه الزبوجه (به عربی: دائرة الزبوجة) یک ناحیه در الجزایر است که در استان الشلف واقع شده‌است.